# Denis Horgan
Denis Horgan (18. maj 1871 – 2. juni 1922) var en irsk atlet, som deltog i OL 1908 i London.
Horgan vandt en sølvmedalje i atletik under OL 1908 i London. Han kom på en andenplads i kuglestød efter Ralph Rose fra USA.